# 22647 Levi-Strauss
22647 Levi-Strauss este o planetă minoră (asteroid), cu un diametru de 12,971 km, din centura de asteroizi. A fost descoperită pe 26 iulie 1998 la Observatorul European Austral de Eric Walter Elst și a fost numită după Claude Lévi-Strauss. 
Obiectul prezintă o orbită caracterizată de o semiaxă mare de 3,9505144 UAi, o excentricitate de 0,25, o înclinație de 2,31707 ° în raport cu ecliptica.